# Flabello egizio

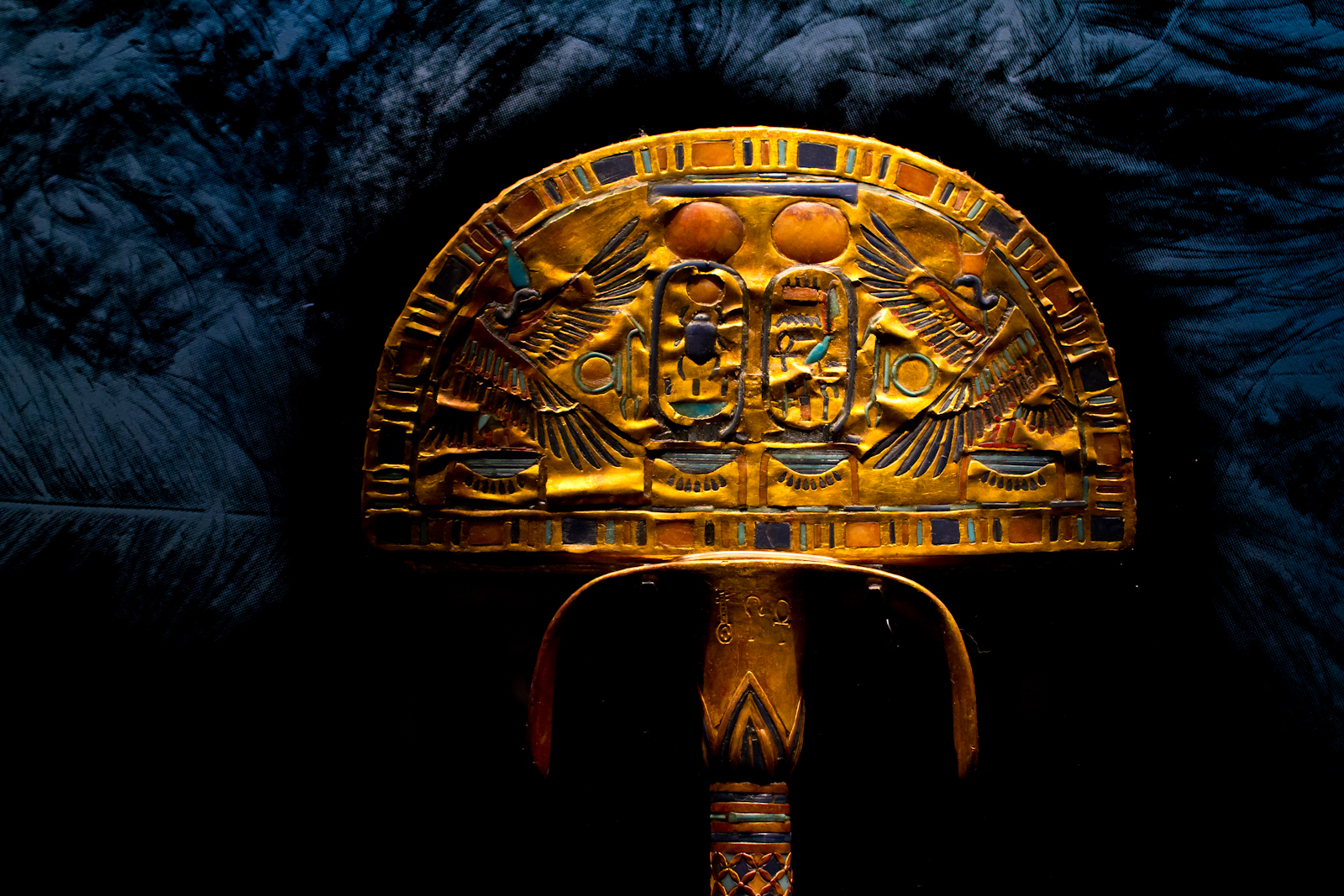
Flabello di Tutankhamon privo di piume, in legno dorato, paste vitree e lungo 125 centimetri. Sono presenti i cartigli, l'uas e lo shen.

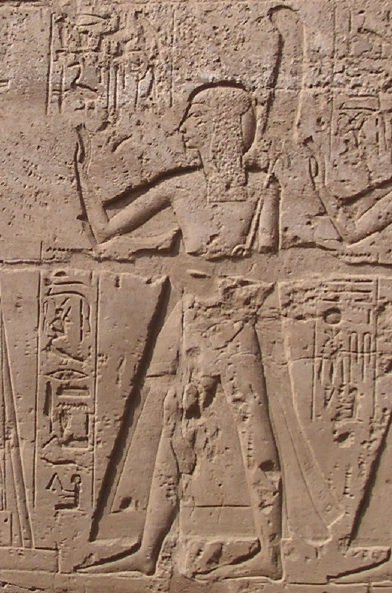
Amon-her-khepshef con flabello durante una cerimonia

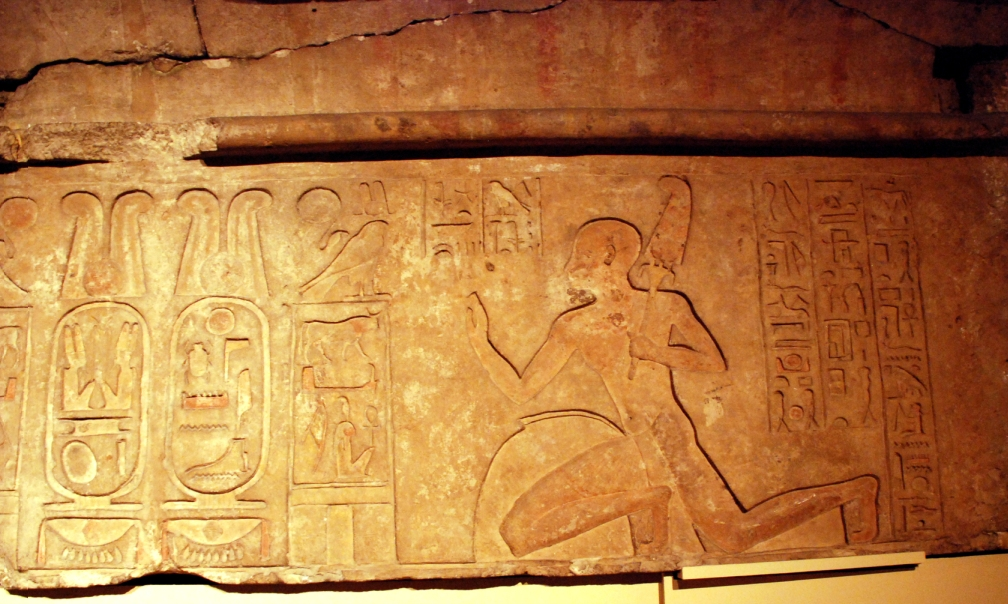
Il sacerdote Ankhefenmut in adorazione, con il flabello, del nome del sovrano Siamon

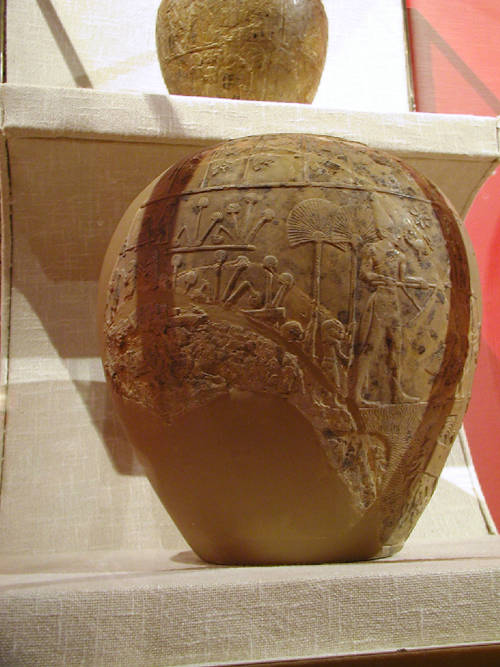
Nella testa di mazza, denominata hedj, del re Scorpione è rappresentato il flabello regale

I flabelli erano ventagli cerimoniali in uso presso gli egizi quali simbolo dell'autorità e della regalità rappresentanti l'Oriente e così importanti da essere essi stessi dei geroglifici.

Dall'Egitto, il flabello passò poi in uso alla liturgia cristiana.

## Storia
Presso gli egizi erano in uso diversi tipi di Ventaglio cerimoniale: alcuni fatti con le foglie del loto oppure con quelle di  palma, altri, più appariscenti, erano quelli con le piume di struzzo.

Venivano agitati per rinfrescare il sovrano, per tener lontano gli insetti o per proteggerlo dai cocenti raggi solari come parasole. Avevano soprattutto un significato divino poiché rappresentavano l'ombra, una delle componenti dell'essere umano, ed erano raffigurati in associazione con l'uccello Ba. Nella iconografia funebre simboleggiavano il soffio generatore di vita per il defunto e l'aria per poter respirare nella Duat.

Il flabello era conosciuto anche con il termine nefet che significa "Colui che soffia" e gli Egizi credevano che le piene del Nilo fossero causate dallo spostamento dell'aria che spingeva ovunque le acque per fertilizzare la terra. Avevano un manico a forma di fior di loto che indicava rinascita e per questo erano associati al culto del dio Min.
Il flabello cerimoniale era sorretto da un nobile che aveva il titolo di "Portatore dei flabelli alla destra del re".

## Tipologia

### Behet
Il Behet era il ventaglio regale per eccellenza, formato da un lungo bastone con in cima un fiore di loto ed una piastra a forma di mezza luna nel cui bordo venivano inserire le piume di struzzo. Era un vero e proprio emblema di regalità che veniva portato solo da chi aveva il titolo di "Flabellifero regale", o "Portaventagli di Sua Maestà", carica di corte molto ambita e prestigiosa.
Posto sempre alle spalle del sovrano, il behet aveva anche la magica funzione di protezione ed i sacerdoti agitavano i ventagli al fine di scacciare gli influssi nefasti. Questo flabello ornava anche le barche sacre durante le cerimonie religiose come la Festa di Opet e serviva anche a proteggere le sacre statue dai raggi solari.
Flabelli in oro, molto decorativi sono stati trovati nella tomba di Tutankhamon dove su di uno di essi è riprodotta proprio la scena di caccia allo struzzo e venivano anche rappresentati nel monili, come nel pettorale di Amenemhat III.

### Khu
Il Khu era un flabello dal manico corto, costituito da un'unica piuma di struzzo, e seguiva sempre il sovrano donando con il suo movimento, simbolicamente, "un soffio di vita". Si riscontra spesso nella iconografia funebre dei giovani principi come nella tomba QV44 di Khaemwaset e nella tomba QV55 di Amonherkhepshef, entrambi figli di Ramses III.